# Santa Catarina Ixtepeji
Santa Catarina Ixtepeji (del Náhuatl: Itzti, tepexitl ‘Obsidiana, peñasco o peña’‘En el peñasco de la obsidiana’) es una población del estado mexicano de Oaxaca, cabecera del municipio de Sanata Catarina Ixtepeji y ubicado en el Distrito de Ixtlán y en la Región Sierra de Juárez.

## Historia
El origen de lo que hoy es la población de Santa Catarina Ixtepeji se remonta según la tradición oral de sus habitantes zapotecos a los años 650 a 700 cuando tres señores salieron de Yolox acompañados de varias familias, el primero de ellos, llamado en zapoteco Guadao-tztzi-quetz, y traducido al náhuatl sería Yaoyo Tecctli y que significa señor o capitán de la guerra, ocupó y pobló el actual sitio de Ixtepeji quedándose con él alrededor de 20 de las 40 familias que salieron de Yolox acompañando a los tres señores. En 1330 los pueblos de la sierra de Oaxaca, entre ellos Ixtepeji fueron conquistados y rindieron vasaje al Imperio Azteca, pero a la llegada de los españoles el cacique de Ixtepji, Coquelay, apoyó a Cortés en su lucha contra los aztecas los que no impidió que posteriormente trataran de resistir la conquista española siendo finalmente derrotados y reducidos en encomienda otorgada al español Pedro Aragonés.
Como consecuencia de esto, en 1565 se estableció formalmente el pueblo que es hoy Santa Catarina Ixtepeji, como pueblo de misión para la conversión de los indígenas al catolicismo y para facilitar el cobro de los tributos, se organizaron en cinco barrios denominados San Pedro, San Juan Evangelista, San Juan Bautista, San Nicolás y San Miguel. Durante la época colonial la población de Ixtepeji llegó a rebelarse contra lo que considerada abusos en tributos por parte de los españoles.
Durante las prímeras décadas de vida independiente en México la principal actividad económica de Ixtepeji fue el cultivo de la grana cochinilla, que sin embargo sufrió debido a las constantes guerras y hambrunas que golpearon a la población, a pesar de ellos durante esta época Ixtepeji se consolidó como el principal centro económico y cultural de la Sierra Juárez, aunque la cabecera política de su distrito sería la población de Ixtlán, durante toda esta época surgió una rivalidad entre ambas poblaciones dominada por la exigencia de Ixtepeji en ser convertida en la cabecera del distrito, esta rivalidad dominó la política oaxaqueña en los asuntos relacionados con la sierra hasta la Revolución Mexicana.
El inicio de la Revolución Mexicana tuvo poco impacto en Oaxaca, sintiéndose las consecuencias hasta la caída del gobernador Emilio Pimentel y la relazación de las elecciones para sucederlo en que se enfrentaron Benito Juárez Maza y Félix Díaz, Ixtepeji apoyó a Juárez Maza, sin embargo la rivalidad Ixtepeji-Ixtlán volvió a dominar los efrentamientos y due durante esta época cuando los partidarios de Ixtepeji fueron definitivamente derrotados cayendo la población en un declive del que no se recuperaría y que llevaría incluso a expulsión de pobladores que no podrían volver a Ixtepeji hasta 10 años después, en 1924.
A partir de 1964 la población fue organizada en un ejido dedicado a la explotación forestal, que culminó en 1984 con el establecimiento de la Unidad Productora de Materia Prima Forestal de propiedad comunal para mejorar el aprovechamiento de los recursos maderables por la población y que se ha convertido en su principal actividad económica.

## Localización y demografía
Santa Catarina Ixtepeji se encuentra rodeado de las montañas de la Sierra Juárez en la Región Sierra Norte de Oaxaca ubicada al norte de los Valles Centrales de Oaxaca y de la ciudad de Oaxaca de Juárez, capital del estado, ciudad de la que separa una distancia aproximada de 45 kilómetros hacia el sur siendo comunicada por la Carretera Federal 175 que sin embargo no pasa directamente por la población sino a unos tres kilómetros y con la que se enlaza por una carretera de terracería. La carretera 135 continúa hacia el norte, rumbo a Guelatao de Juárez e Ixtlán de Juárez. Las coordenadas geográficas de Santa Catarina Ixtepeji son 17°15′57″N 96°33′44″O / 17.26583, -96.56222 y tiene una altitud de 1 885 metros sobre el nivel del mar.
De acuerdo a los resultados del Censo de Población y Vivienda de 2010 realizado por el Instituto Nacional de Estadística y Geografía, la población total de Santa Catarina Ixtepeji es de 777 personas, de las cuales 372 son hombres y 405 son mujeres.